# تسورو

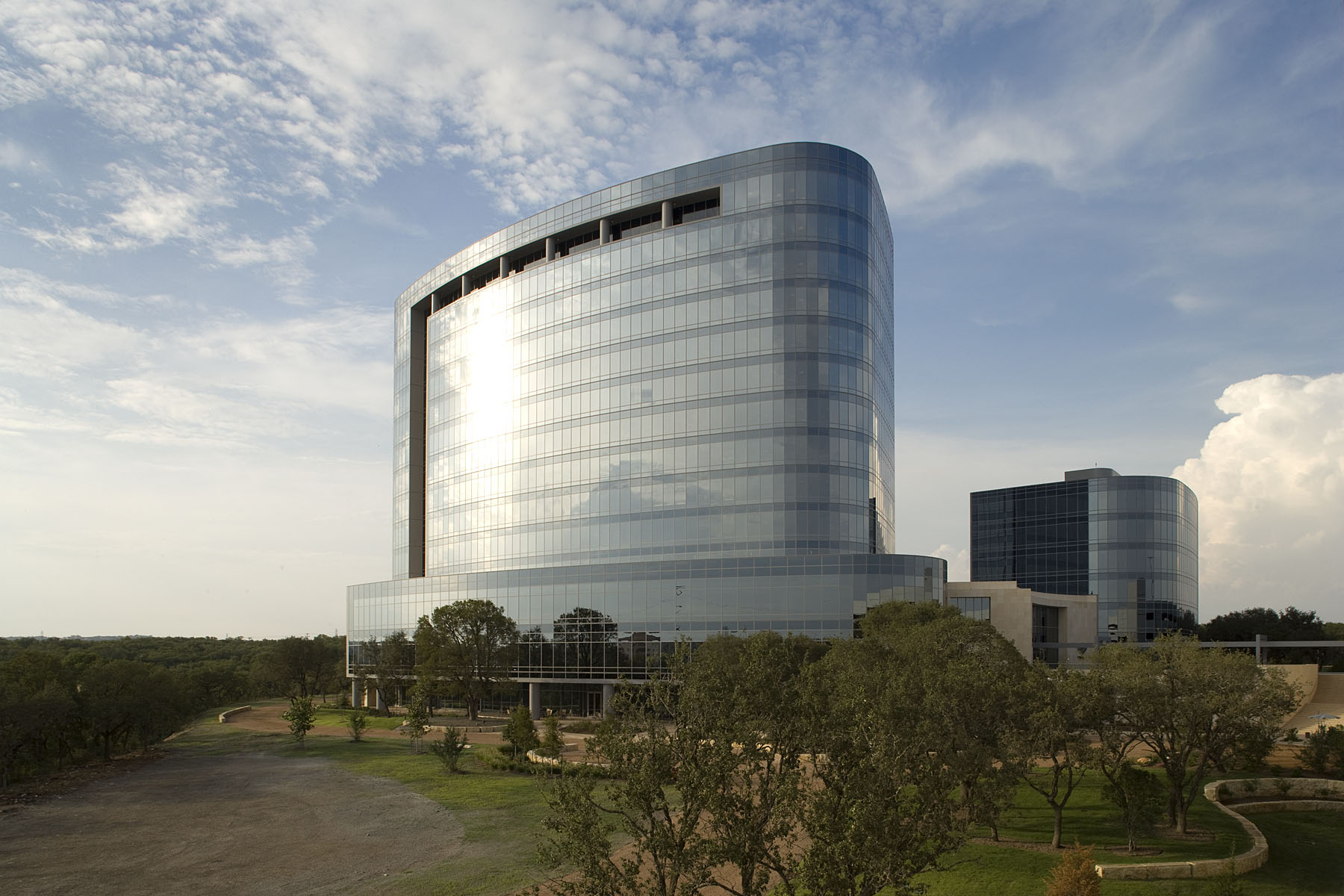
ساختمان مرکزی تسورو در شهر سان آنتونیو، تگزاس

تسورو (به انگلیسی: Tesoro) شرکت خدمات نفت و گاز آمریکایی است و دفتر مرکزی آن در شهر سان آنتونیو در تگزاس قرار دارد.
نام این شرکت در فهرست فورچون ۱۰۰ و فورچون جهانی ۵۰۰ قرار دارد. این شرکت مالک ۷ پالایشگاه در غرب آمریکا است و ظرفیت پالایشی معادل ۶۶۴ هزار بشکه در روز را دارا می‌باشد. تسورو دارای خطوط لوله انتقال نفت در پاناما است.
شرکت تسورو در سال ۲۰۰۸ درآمدی بالغ بر ۲۸ میلیارد دلار داشت. تعداد کارکنان این شرکت بیش از ۵٫۶۰۰ نفر می‌باشد. تسورو همچنین دارای ۸۷۰ جایگاه پمپ بنزین در ایالات متحده می‌باشد.